# Cassure antigénique
Ne doit pas être confondu avec Glissement antigénique.
Une cassure antigénique, ou changement antigénique, est un processus par lequel deux ou plusieurs souches différentes d'un ou plusieurs virus se recombinent pour former un nouveau sous-type viral mélangeant des antigènes de surface de deux ou plusieurs souches originales. Cette expression est souvent employée pour les virus de la grippe car ces virus offrent les meilleurs exemples de cassures antigéniques connus, mais ce processus survient également avec d'autres virus, comme le virus visna-maëdi, un lentivirus des ovins. La cassure antigénique est un cas particulier du réassortiment viral, qui provoque un changement de phénotype. Elle ne peut concerner par définition que les virus à génome segmenté, puisque les nouveaux virus se forment en combinant les segments des virus initiaux d'une manière différente (d'où le terme de « réassortiment »). Elle nécessite la co-infection d'un même hôte par plusieurs virus.
La cassure antigénique ne doit pas être confondue avec le glissement antigénique, qui survient à la suite de mutations du génome du virus de la grippe par exemple, et peut conduire à la perte de l'immunité ou de l'efficacité d'un vaccin. Le glissement antigénique s'observe chez toutes les espèces de virus de la grippe, qu'il s'agisse du virus de la grippe A, du virus de la grippe B ou du virus de la grippe C, tandis que le changement antigénique s'observe chez le virus de la grippe A, qui n'infecte pas seulement les humains. Les espèces touchées s'étendent à d'autres mammifères et aux oiseaux, ce qui offre aux différents sous-types du virus de la grippe l'opportunité de réorganiser massivement ses antigènes de surface. Les virus de la grippe B et C infectent principalement les humains, ce qui réduit le risque qu'un réassortiment modifie radicalement leur phénotype.
La cassure antigénique est un processus important dans l'émergence de nouveaux agents pathogènes viraux car elle peut permettre à des virus d'infecter une nouvelle niche. Cela pourrait se produire avec des virus infectant les primates, susceptibles de donner ainsi de nouveaux virus capables d'infecter les humains.